# Tengerszint feletti repülés
A tengerszint feletti repülés – az angol sea level flight kifejezés magyar megfelelője, illetve használják még a betegbarát kabinnyomás kifejezést is erre a utazási formára – egy olyan eljárás, amit a légi betegszállítás speciális eseteinél alkalmaznak. Ilyen szállítás esetén a betegszállító repülőgép kabinnyomását a felszálláskori légnyomáshoz igazítják, és tartják azt végig a repülés során.
A tengerszint feletti repülés elnevezés azért tud megtévesztő lenni, mert nem a repülőgépet tartják végig ezen a magasságon, hanem a belső kabinnyomást befolyásolják úgy, hogy ugyanazon a szinten maradjon, mint amit a felszállás előtt tapasztaltak az utasok.
Ennek a nyomásszintnek a tartására két megoldás létezik. Egyrészt ezek a repülőgépek úgy kerültek kialakításra, hogy állítható a kabinnyomás, másrészt különleges engedéllyel repülhetnek alacsonyabb magasságon is, mint a szokásos kereskedelmi járatok utazási magassága.
A kereskedelmi utasszállító repülőgépek általános utazási magassága valahol 9000-11000 méter magasságon van. Ezen a szinten az utasok a repülőgép fedélzetén olyan légnyomást érzékelnek, mintha egy 2500 méter magas hegyen lennének. Ilyenkor a testben lévő gázok és folyadékok kitágulnak, csökken az oxigénfelvétel és ehhez úgy alkalmazkodik a test, hogy szaporább lesz a pulzus és a légzés. Ha egy egészséges emberről van szó, ez maximum kényelmetlenséget okoz számára.
Viszont vannak olyan betegségek vagy sérülések, amelyeknél ez a fajta légnyomás különbség nagyon komoly kockázatot jelent a beteg egészségi állapotára.

## Betegségek, ahol szükséges
A repülés során tapasztalható alacsony légnyomás alapvetően kettős hatással van a szervezetre. Egyrészt a testben lévő gázok és folyadékok kitágulnak, másrészt a ritkább oxigén miatt nehezíti a levegővételt.
Minden olyan betegség vagy sérülés, amely ezekkel összefüggésben negatívan hathat az utas egészségi állapotára, kockázatossá teszi a repülést. Minden esetben kérdezze meg az orvosát repülés előtt, hogy az aktuális állapota mennyire teszi kockázatossá az utazást repülőgépen, de a teljesség igénye nélkül itt van néhány olyan betegség, amivel indokolt lehet a tengerszint feletti repülés, amennyiben az utazás nem halasztható későbbre:
- tüdőbetegségek, mint például: COPD, tüdőgyulladás, poszt-Covid-tünetek stb.;
- friss műtét vagy baleset utáni sebek, varratok;[2]
- légmell;
- légzsebek a szemben és a koponyában;
- vérszegénység;
- agydaganat, agyi ödéma[3]